# Juan Guillermo Urán
Juan Guillermo Urán Salazar (Medellín, Colombia, 3 de enero de 1983) es un clavadista colombiano que ha competido en tres ediciones de los Juegos Olímpicos: Sídney 2000, Atenas 2004 y Pekín 2008 en representación de su país natal. Ganó dos medallas de oro en el Campeonato Suramericano de Natación en la ciudad de São Paulo, Brasil. Además fue campeón suramericano en Medellín 2010.

En Pekín 2008, Urán y su compañero de equipo Víctor Ortega alcanzaron el puesto 6 en la final de clavados sincronizados en plataforma de 10 metros, el mayor logro en la historia de los clavados colombianos.

## Trayectoria
La trayectoria deportiva de Juan Guillermo Uran Salazar se identifica por su participación en los siguientes eventos nacionales e internacionales:

### Juegos Suramericanos
Fue reconocido su triunfo de ser el decimoquinto deportista con el mayor número de medallas de la selección de  Colombia en los juegos de Medellín 2010.

#### Juegos Suramericanos de Medellín 2010
Su desempeño en la novena edición de los juegos, se identificó por ser el trigésimo sexto deportista con el mayor número de medallas entre todos los participantes del evento, con un total de 3 medallas:

- , Medalla de oro: Clavado Acuático 3 m Trampolín Hombres.
- , Medalla de oro: Clavados Salto Trampolín Sincronizado 3 m Hombres.
- , Medalla de oro: Clavados Salto Plataforma Sincronizado 10 m Hombres.

## Suspensión
El 11 de noviembre de 2010 fue suspendido dos años por decisión del Tribunal Disciplinario de la Federación Colombiana de Natación. Esto a causa de arrojar positivo en un examen por cocaína realizado en el Campeonato Nacional Interclubes de Natación realizado en Cartagena de Indias a mitad del año 2010. Édgar Ortiz, presidente de la Federación Colombiana de natación comentó al respecto:

La Federación obró como debe ser. Es una lástima lo que ha pasado, pues tiene una hoja de vida impecable.
Édgar Ortiz
Presidente de la Federación Colombiana de Natación